# Chryzostom (Kallis)
Chryzostom, imię świeckie Dimitrios Kallis (ur. 23 czerwca 1979 w Liwadii) – duchowny Ukraińskiego Kościoła Prawosławnego Patriarchatu Kijowskiego, od grudnia 2021 metropolita Mariupola i Teodozji.

## Życiorys
Urodził się 23 czerwca 1979 roku w Liwadii, w Grecji, jako Dimitrios Kallis. Jego rodzice to Georgios i Georgia Kallis. Ukończył Rizarios Ecclesiastical School of Athens oraz szkoły związane z administracją morską i podwodną.
W 1997 roku został wyświęcony na lektora przez ówczesnego metropolitę Teb i Lewadii, Hieronima. W 2013 roku metropolita Jeremiasz z Gortynii i Megalopolis postrzygł go na mnicha, wyświęcił na diakona, a następnie na prezbitera, nadając mu tytuł archimandryty.
13 grudnia 2021 roku został wybrany na metropolitę Mariupola i Teodozji przez Święty Synod Ukraińskiego Kościoła Prawosławnego Patriarchatu Kijowskiego; święcenia biskupie odbyły się 15 grudnia 2021 roku w Soborze św. Włodzimierza w Kijowie. Z powodu rosyjskiej inwazji na Mariupol przeniósł się do Grecji, gdzie obecnie służy ukraińskiej diasporze.
Metropolita Chryzostom posługuje się biegle językiem greckim, zna również angielski i ukraiński.

## Działalność społeczna
Chryzostom jest aktywny w pracy duchowej, pastoralnej i charytatywnej. Organizuje konferencje dotyczące zarządzania kryzysowego w środowiskach szkolnych. Pełni także funkcje honorowe i doradcze w zakresie rozwoju kulturalnego i turystycznego Beocji.